# B1950.0
B1950.0纪元使用在天文学上。
因为恒星的赤经和赤纬会因岁差的原因而改变，天文学家经常指定某一特定的纪元作为参考点。B1950.0标准已经被继任标准J2000.0纪元所取代，J2000.0是现在使用的纪元标准。
前缀"B"代表这是一个贝塞耳纪元，而非儒略纪元。